# Megasport Arena
Megasport Arena (wcześniej Chodynka Arena lub Ise Sport Palase, ros. Мегаспорт, Ледовый дворец спорта на Ходынском поле) – hala widowiskowo-sportowa z lodowiskiem w Moskwie w Rosji.
Arena została otwarta 15 grudnia 2006 roku. Może pomieścić 14 500 osób. 
Swoje mecze w lidze rozgrywa w hali drużyna hokejowa Dinamo Moskwa występująca w rozgrywkach KHL.

## Zawody i imprezy
- Mistrzostwa Świata w Hokeju na Lodzie 2007/Elita
- Winx on Ice 2010
- Mistrzostwa Europy w Boksie 2010
- Mistrzostwa Świata w Łyżwiarstwie Figurowym 2011
- Mistrzostwa Europy w Curlingu 2011
- Channel One Cup 2011
- Channel One Cup 2012